# Stagmatoptera praecaria
Stagmatoptera praecaria är en bönsyrseart som beskrevs av Carl von Linné 1758. Stagmatoptera praecaria ingår i släktet Stagmatoptera och familjen Mantidae. Inga underarter finns listade i Catalogue of Life.